# سوپربوی
سوپربوی (به انگلیسی: Superboy) عنوان چندین شخصیت خیالی ابرقهرمان در کتاب‌های کامیک آمریکایی منتشر شده توسط دی‌سی کامیکس است. این شخصیت‌ها تا کنون در پنج سری کتاب کامیک سوپرمن، همراه با مجموعه‌های دیگر شامل کمیک‌های ماجراجویی و مجموعه‌های مختلف دیگری با ویژگی‌های گروه‌های ابرقهرمان نوجوان حضور پیدا کرده‌اند. سوپربوی همچنین در چندین پویانمایی و مجموعه تلویزیونی لایو اکشن ظاهر شده‌است. سه تجسم اصلی از این شخصیت وجود دارد: سوپرمن جوان؛ نوجوان شبیه‌سازی شده تحت نام کان-ال؛ و پسر سوپرمن و لوئیس لین، به نام جاناتان کنت.
نخستین سوپربوی در واقع سوپرمن، در ظاهر پسری بود که نقش یک ابرقهرمان را در اسمالویل ایفا می‌کرد. او با نام کال-اِل (نام کریپتونی سوپربوی) و تحت هویت مخفی کلارک کنت زندگی می‌کرد. این شخصیت از دهه ۱۹۴۰ تا دهه ۱۹۸۰ در چندین مجموعه گوناگون همانند کمیک‌های ماجراجویی و دو مجموعه نام‌بخش دیگر، شامل کتاب کامیک سوپربوی و ماجراهای جدید سوپربوی حضور پیدا کرد. در سال ۱۹۹۳، دی‌سی شخصیت سوپربوی را به شکل مدرن معرفی کرد، یک نوجوان همتاسازی شده، احتمالاً از سوپرمن، اما شامل دی‌ان‌ای انسانی نیز بود. در نهایت سوپربوی نیز تحت نام کریپتونی کان-ال، و هویت مخفی کانر کنت، پسرعموی سوپرمن شناخته شد. در سال ۲۰۱۶، سوپربوی جدید به نام جاناتان ساموئل کنت توسط دی‌سی کامیکس معرفی شد. بر خلاف نسخه‌های پیشین، این سوپربوی پسر سوپرمن و لوئیس لین است. از سال ۲۰۱۷، او همراه با دیمین وین / رابین در کتاب‌های کامیک سوپر سانز حضور پیدا کرد.
به دلیل پیچیدگی موجود در جهان‌های دی‌سی کامیکس، در طول زمان چندین سوپربوی دیگر نیز معرفی شده‌اند که از قابل توجه‌ترین آن‌ها می‌توان به سوپربوی-پرایم (نسخه جهان موازی کال-اِل) اشاره کرد که از لحاظ روانی ناپایدار است.